# 李典
李典（180年—215年），字曼成，东汉兖州山阳郡钜野县（今山东巨野）人，原山阳郡地方豪强，后投曹操，李典深明大义，不与人争功，溫文儒雅，尊重博学之士，有长者之风，是曹操時期少有的儒將。官至破虏将军，合肥之戰時，與張遼、樂進一同擊敗北上進犯孫權，戰後年僅三十六岁即病逝。魏文帝曹丕继位后追谥号为愍侯。

## 生平

### 易任從命
李典年少时喜好学习，厭惡戰事，于是拜师学习《左传》，博观群书。其伯父李乾有英雄气概，在濟陰郡乘氏县聚集了数千门客。初平年间（190年-193年），行奋武将军曹操与关东诸侯会盟讨伐董卓，李乾带领众人跟随曹操，曾參與击黄巾军于寿张东面，及攻打袁术等戰事。
翌年（193年），伯父李乾随曹操征讨。乘曹操攻打徐州之际，留守兖州的张邈、陈宫等反叛，迎接吕布入主兖州，曹操派李乾回到乘氏，安抚各县百姓。吕布的别驾薛兰、治中李封招降李乾，劝其反叛，李乾不听从，于是他们把李乾杀害。
兴平元年（194年），曹操与吕布战于濮阳，由于灾荒还军鄄城。吕布到达乘氏县，被李典的族人李进攻破，继而向东屯兵山阳郡。后来曹操派李乾的儿子李整带领李乾的部队，和其他将领攻打薛兰、李封。破之。後李整因为跟随平定兖州的各县有功，升迁为青州刺史。

### 沉謀研慮
建安五年（200年）二月，曹操与袁绍对抗于官渡，李整死后，李典以中郎将身份领颍阴令，并统领李整的部队，由于李典博观群书，学识广博，曹操觉得李典是个可造之材，让他试着管理百姓，于是升迁为离狐太守。時任离狐太守的李典带领部曲运输粮食布匹以供应军需。
十月，袁绍失败后，李典担任裨将军，驻扎于安民县。
后来曹操在黎阳攻打车骑将军袁谭、袁尚，派遣李典与程昱等将领用船运输军粮。此时适逢袁尚派魏郡太守高蕃带领部队驻扎在河上，断绝了水道，曹操下令说：“如果船过不去，就走陆路。”李典与诸位将领商议说：“高蕃的部队缺少兵甲只是依仗水势，士兵有轻敌的心思，攻打他们一定能够取胜。军队可以不听从内廷的命令；若有利于国家，自己做主也可以，应该立即攻打。”程昱亦然。于是向北渡过黄河，攻打高蕃，取得大胜，水路终于確保畅通。

### 識破詐敗
建安七年（202年），刘备依附刘表。刘表企图趁曹操北上攻击袁尚的契机，袭取许都，乃派遣刘备领军出击，刘备于是发兵北伐，一直打到叶县，已接近许昌，严重威胁中原安全，曹操调大将夏侯惇、于禁、李典反击刘备，刘备将阵线后撤，选择博望与曹军对峙。一天早晨烧掉营地撤退了，夏侯惇率领部队追击刘备，李典说：“敌人无故撤退，我怀疑肯定有埋伏。南边的道路狭窄，草木又浓密，不能追击。”夏侯惇不采纳他的意见，和于禁一同带兵去追击，李典留守。夏侯惇等人果然中了敌人的埋伏，战况对他们不利，李典指挥自军人马前往接应，救出了夏侯惇，刘备见救兵已至于是撤退。

### 謙厚敬賢
建安九年（204年），李典跟随曹操围攻邺城。
建安十一年（206年），李典会同乐进在壶关围攻并州刺史高干，在长广攻打管承，都取得胜利。升迁为捕虏将军，封为都亭侯。李典的族人部下三千多户，居住在乘氏，李典自愿请求迁徙封地到魏郡。曹操笑着说：“你想效仿耿纯吗？”李典谢罪说：“我性格懦弱功劳微薄，但是封赏的爵位太大，确实应该全家族的人都一起效力；另外天下还没有平定，应该迁徙到魏郡之郊，来防御四方变乱，并不是效仿耿纯。”于是迁徙部下族人一万三千多口到邺县。曹操赞扬他，加封为破虏将军。
建安十三年（208年），李典参与赤壁之战。
建安十六年（211年），去从征关中。

### 義忘私隙
建安十九年（214年）十月，曹操自合肥還，李典與張遼、樂進率領七千人在合肥駐紮。
建安二十年（215年），曹操往征張魯，先教護軍薛悌，付其一書教令署名急函往合肥予張遼，上有字樣云“賊至乃發”。不久東吳孫權率領十萬大軍進圍合肥，合肥諸守將乃共同拆信視曹操所教，信中言道：「若孫權軍來到，張遼、李典將軍出戰；樂進將軍守城，護軍（薛悌）不得與敵軍交戰。」張遼打算按照教令指示出城交戰。因為雙方兵力懸殊，諸將都對此指示感到疑惑。張遼說：「曹公正率軍遠征漢中作戰，等他率領的援軍到達時，孫權軍必定已攻破我們。所以這是在告訴我們在敵軍初到，尚未立足安營扎寨，大軍尚未集結包圍完畢，前去攻擊他們。我們先挫折敵人的氣勢，以安定軍心，然後才可以順利守城。」樂進、李典、張遼平常互不和睦有隙。張遼害怕擔心李典因為舊怨而不從，李典慷慨的說：「這是國家大事，要看你的計策是否好，若計策可行，我怎麼能夠因為私怨而廢公事不顧全大局呢！」於是，率領部眾與張遼一起打敗了孫權。增加食邑一百戶，算上以前的合計三百戶。不久後李典于三十六岁时去世，儿子李祯继承他的爵位。

### 貴尚儒雅
黃初六年（225年），曹丕追念張遼、李典在合肥之功，詔曰：「合肥一役中，張遼、李典僅以步卒八百人，破賊十萬之眾，自古用兵，未見如此。 他們使賊眾至今仍氣為之所奪，真可謂國之爪牙。於是，李典的另一個兒子（不是李禎）受封關內侯，並獲得百戶。
後來，李典被追封為愍侯。然而，李典既不是禍亂始興的一國之君，也不是捐軀赴死的殉節之士，故而，追封李典之法當為“在國連憂曰愍”，東漢名將耿巹、臧宮等人、北宋名臣寇準，皆是按在國連憂之意而獲得「愍」的諡號，表達了世人對李典人生經歷的憐憂。而李典在世時，愛好學問，注重儒雅，從來不和別的將領爭搶功勞，又尊敬賢士大夫，生怕自己有禮節不周的地方。深有長者之風範。
公元243年（正始四年），李典得享从祀于曹操庙庭。

## 評價
- 陈寿：“李典贵尚儒雅，义忘私隙，美矣。”“典好学问，贵儒雅，不与诸将争功。敬贤士大夫，恂恂若不及，军中称其长者。”
- 曹丕：“合肥之役，辽、典以步卒八百，破贼十万，自古用兵，未之有也。使贼至今夺气，可谓国之爪牙矣。”
- 王沈 (西晋文学家)：“典少好学，不乐兵事。”
- 孙盛：“至于合肥之守，县弱无援，专任勇者则好战生患，专任怯者惧心难保。且彼众我寡，必怀贪堕；以致命之兵，击贪堕之卒，其势必胜，胜而后守，守而必固。是以魏武推选方员参以同异，为之密教，节宣其用；事至而应，若合符契，妙夫矣！”
- 沈林子：“耿纯尽室从戎，李典举宗居魏。林子虽才非古人，实受恩深重。”
- 张预：“孙子曰：‘战道必胜，主曰无战必战可也。’典不从太祖之命而破高蕃。又曰：‘佯北勿追。’典谓贼无故退而不可追。又曰：‘上下同欲者，胜。’典不以私憾害公，而率众破权是也。”
- 苏籀：“错捐金带子舆台，李典张辽安在哉。济溺我应知大略，摧锋人自得高才。”
- 胡三省：“操以辽、典勇锐，使之战，乐进持重，使之守，薛悌文吏也，使勿得与战。”
- 黄道周：“魏击谭、尚，兵至黎阳。命典与晃，船运军粮。高藩绝水，船不得行。藩军少甲，恃水而强。典窥懈怠，专制杀伤。既通水道，功不可量。刘皇伐邺，惇、典守疆。忽烧屯去，惇欲追亡。典曰不可，设伏需防。惇不肯听，被劫始忙。赖典救援，方两相当。宗都甚重，散往招张。徒诣魏郡，彼此安康。辽欲击贼，悉典仇方。典为国家，私愤久忘。尽力破贼，忠勇名扬。”
- 赵翼：“其以少击众，战功最著者，如合肥之战，张辽李典以步卒八百，破孙权兵十万。”

## 藝術形象

### 三國演義
三國演義中，李典與樂進在第五回同時響應曹操的號召，前來投歸。基本與史實相同，但在合肥之戰與史實不相同。張遼，樂進，李典三人在合肥守城，孫權率軍攻打。曹操派人送“賊來乃發”四字的木匣到合肥給三人，如果孫權十萬大軍來就打開。張遼打開一看，裡面寫著：“如果孫權將至，張遼將軍、李典將軍出戰，樂進將軍守城”。張遼將紙條給李典，樂進觀看，張遼打算出戰，但樂進見素與張遼不睦的李典默然不語，便對張遼說：“敵眾我寡，難以迎敵，應該堅守。”張遼見此并感慨二人不顧公事打算獨自出戰，李典頓時慷慨說道：“在下怎能因為私事而忘卻公事，願聽從指揮。”樂進也附應。張遼大喜，經過商議後，李典埋伏在小師橋旁的草叢，等中軍的孫權軍隊緩過小師橋後拆橋，令後軍部隊不能過橋，孫權也不能撤退。至於樂進的軍隊故意上前與前軍的甘寧進行交戰，并詐敗逃脫，引導甘寧部隊追殺他。張遼便等待到孫權來後，而李典拆橋過後，李典帶領軍隊匯合張遼、樂進二人，合擊孫權，最後大敗孫權軍。

### 影視形象
- 1994年电视剧《三国演义》：由张英武、桑宝、张京海分别饰演李典
- 1996年电视剧《三國英雄傳之關公》：张孝正饰演李典
- 2010年电视剧《三国》：曹国新饰演李典
- 2013年电视剧《曹操》：王彬饰演李典

### 動漫遊戲
- 真三國無雙系列/無雙OROCHI系列（光榮公司開發，鳥海浩輔配音）
- 吞食天地II 赤壁之戰（卡普空開發）
- 《蒼天航路》（王欣太）
- 《火鳳燎原》（陳某）

## 家庭

### 堂伯父
- 李，一字叔節[來源請求][5]

#### 堂兄
- 李整

### 子
- 李禎，嗣爵

## 延伸阅读
[在维基数据编辑]
 《三國志·卷18》，出自陳壽《三國志》

### 另註
1. ↑  《三國志·李典傳》記載「年三十六薨」，未標註哪一年死去，張磊夫推測為180年生，217年卒。